# Lachnospiraceae
Die Lachnospiraceae sind eine Familie von Bakterien. Viele von ihnen kommen innerhalb der Darmflora von Tieren und Menschen vor. Einige Arten könnten eine Anwendung als Probiotika finden.

## Merkmale
Die Arten unterscheiden sich morphologisch durch das Vorhandensein von geraden bis gekrümmten und kurzen und langen Stäbchen bis hin zu Kokken (Coprococcus, Synthrophococcus). Selten werden Sporen gebildet (z. B. Sporobacterium, Robinsoniella und Lachnoanaerobaculum). Einige Vertreter sind begeißelt, beispielsweise Anaerosporobacter mobilis (hier weist auch der Artname hin).
Der Gram-Test verläuft meist positiv, die Zellmembran ist dem entsprechend aufgebaut: Eine relativ dicke Mureinschicht ist der äußeren Membran aufgelagert. Einige Arten färben trotzdem negativ, hier ist die aufgelagerte Mureinschicht relativ dünn. Hierzu zählen z. B. Stämme von Butyrivibrio.

## Stoffwechsel und Wachstum
Die Mitglieder der Familie sind in der Regel anaerob, leben also in Abwesenheit von Sauerstoff. Die meisten Mitglieder sind chemoorganotroph, sie benötigen organische Stoffe zur Ernährung. Der Stoffwechsel ist die Gärung (Fermentation).
Es sind auch Ausnahmen vorhanden, so wächst Blautia hydrogenotrophica auch autotroph und nutzt Wasserstoff, um über den Wood-Ljungdahl-Weg Kohlendioxid in Acetyl-CoA zu binden. Sporobakterium kann auf Methanol wachsen, es wurde aus einer Olivenmühle isoliert. Verschiedene Arten der Lachnospiraceae, wie Anaerobutyricum soehngenii (ehemals Eubacterium hallii), verstoffwechseln Acetat zu Butyrat, was eine wichtige Schnittstelle für die Ernährung des Wirtes im Darm darstellt. Falcatimonas natans, isoliert aus einem methanogenen Reaktor, fermentierte Peptide, aber keine Kohlenhydrate. Die in einem hydrothermalen Schlot isolierte Art Abyssivirga alkaniphila kann auf geraden und verzweigten Alkanen (mit fünf bis 25 Kohlenstoffatomen) wachsen und Thiosulfat als externen Elektronenakzeptor (Schwefelatmung) nutzen. Diese Art wird nun als Vallitalea guaymasensis geführt.
Syntrophococcus sucromutans kann Zucker unter Verwendung von Formiat oder Methoxymonobenzol als Elektronenakzeptoren zu Acetat oxidieren. Parasporobacterium und Sporobacterium sind Bodenbakterien, die auf methoxylierten aromatischen Verbindungen als einzige Kohlenstoff- und Energiequelle wachsen können. Sie bauen diese zu kurzkettigen Fettsäuren (SCFAs) ab. Diese Aromaten werden durch Umwandlung der Seitenketten und Spaltung des aromatischen Rings über den Phloroglucinol-Weg abgebaut, wie es auch bei Clostridium scatologenes beobachtet wurde.
Einige Arten zeigen starke hydrolysierende Aktivitäten, so sind viele Enzyme, wie Pektinmethylesterase, Pektatlyase, Xylanase, a-L-Arabinofuranosidase, ß-Xylosidase, α- und β-Galactosidase, a- und ß-Glucosidase, N-Acetyl-ß-Glucosaminidase oder a-Amylase, vorhanden.

## Ökologie
Der menschliche oder tierischen Verdauungstrakt ist der Hauptlebensraum der meisten Mitglieder. So bilden die Arten der Familie Lachnospiraceae die häufigsten Taxa innerhalb der Abteilung Bacillota (früher als Firmicutes bezeichnet) in der menschlichen Darmmikrobiota.
Stämme der Lachnospiraceae sind bereits innerhalb der ersten 30 Minuten nach Geburt in der Dünndarmwand von Kälbern nachweisbar. Obwohl die Arten eigentlich anaerob sind, ist der Darm zu dieser Zeit noch nicht vollständig sauerstofffrei. Ihre Präsenz trotz ihres anaeroben Metabolismus deutet auf frühe Selektion durch den Wirt und möglicherweise auf eine Schlüsselrolle bei der mikrobiellen Sukzession hin. Sie könnten zu den „Pionier-Organismen“ gehören, die den Übergang von einem sauerstoffhaltigen zu einem strikt anaeroben Milieu mitgestalten – vermutlich durch Interaktionen mit fakultativen Anaerobiern (z. B. Arten der Enterobacteriaceae), die den Sauerstoff abbauen und so die Ansiedlung echter Anaerobier begünstigen. Die Lachnospiraceae spielen also offenbar eine wichtige Rolle bei der frühen Etablierung der Darmmikrobiota bei den Kälbern.
Andere Arten wurden aus der Mundhöhle isoliert. Einige Funde stammen auch aus dem Boden. So wurde die Art Anaerosporobacter mobilis aus dem Waldboden in Korea isoliert.
Howardella urealytica wurde im Darm von Säugetieren nachgewiesen und im menschlichen Ileum mit entzündlicher Darmerkrankungen gefunden. Lactonifactor longoviformis, ursprünglich aus Fäkalien beschrieben, wurde später auch im menschlichen Darm gefunden.
Lachnoanaerobaculum-Stämme wurden aus infizierte Lungen, Fäkalien, menschliches Ileum und der Mundhöhle isoliert.
Butyrivibrio kommt im Gastrointestinaltrakt von Säugetieren vor. Im Darm produzieren sie typischerweise Buttersäure und bauen Pflanzenfasern wie Xylane ab. Daher auch der Name Butyrivibrio fibrisolvens. Roseburia cecicola wurde zuerst von der Schleimhaut aus dem Blinddarm von Mäusen isoliert. Lachnospira-Arten kommen im Darmtrakt von Tieren vor. Merdimonas faecis wurde aus den Fäkalien einer Frau isoliert.
Herbinix hemicellulosilytica ist ein thermophiles, also relativ hohe Temperaturen bevorzugendes, zelluloseabbauendes Bakterium. Es wurde aus einem thermophilen Biogasreaktor isoliert. Es zeigt bei Temperaturen von 45–62 °C Wachstum und wächst optimal bei 55 °C.

## Medizinische Bedeutung
Arten der Lachnospiraceae sind auch von medizinischer Bedeutung. Lachnospiraceae gehören zum Kern der Darmmikrobiota, besiedeln das Darmlumen von Geburt an und nehmen im Laufe des Lebens des Wirtes in Bezug auf Artenreichtum und relative Häufigkeit zu.
Die Gattungen Blautia, Coprococcus, Dorea, Lachnospira, Oribacterium, Roseburia und L-Ruminococcus (Arten der Gattung Ruminococcus, die der Familie der Lachnospiraceae zugeordnet sind) sind die wichtigsten Vertreter, die im menschlichen Darm durch Metagenomanalysen nachgewiesen wurden. Insgesamt ist das Mikrobiom in der Lage, über verschiedene Stoffwechselprodukte (Postbiotika) mit dem Wirt in Kontakt zu treten, darunter kurzkettige Fettsäuren wie Propionat, Butyrat und Acetat, die aus dem Abbau von Ballaststoffen stammen, Vitamine und immunmodulatorische Peptide. Die enge Interaktion zwischen Darmbakterien und dem Wirt bringt viele Vorteile mit sich, indem sie die Nährstoffaufnahme und den Stoffwechsel steuert, die Integrität des Darms stärkt, die Ausbreitung von Krankheitserregern verhindert, die immunologische Toleranz gegenüber Antigenen fördert und die Immunität des Wirts reguliert.
Bei Menschen mit Parkinson-Krankheit wurde ein Rückgang verschiedener Gattungen der Familie Lachnospiraceae festgestellt. Darüber hinaus haben Studien auf eine geringere Häufigkeit von Lachnospira im Darmmikrobiom von Kindern mit Asthma und bei Patienten mit chronischer spontaner Nesselsucht (Urtikaria) hingewiesen. Es ist wichtig anzuerkennen, dass die Interpretation der Ergebnisse aus metagenomischen Studien aufgrund von Variationen im Studiendesign, den untersuchten Populationen und den inhärenten stammspezifischen Unterschieden innerhalb der Vertreter Lachnospiraceae schwierig sein kann.
Bei einer Leberzirrhose sieht man oft eine Abnahme der Lachnospiraceae und Arten der Ruminococaceae und Faecalibakterien. Hier sind Arten vertreten, die kurzkettigen Fettsäuren produzieren und somit wichtig für den Wirtsorganismus, wie zum Beispiel den Menschen, sind. Des Weiteren kommt es bei einer Leberzirrhose zu einer Zunahme von möglicherweise krankheitserregenden Arten wie zum Beispiel von den Enterobacteriaceae oder im Mund vorkommenden Vertreter, wie zum Beispiel Arten von Streptococcus und Veillonella.
Arten von Blautia sind von medizinischer Interesse, da sie Entzündungen hemmen kann und eine antibakterielle Wirkung gegen bestimmte Bakterien besitzt. Sie werden im Bereich der Herstellung von Probiotika untersucht.
Obwohl Mitglieder der Lachnospiraceae zu den Hauptproduzenten von kurzkettigen Fettsäuren gehören, werden verschiedene Taxa der Lachnospiraceae auch mit verschiedenen Erkrankungen in Verbindung gebracht.
So wurden viele Mitglieder der Lachnospiraceae aus Proben beim Reizdarmsyndrom und Mukoviszidose isoliert. Ihre Rolle als Rolle als Erreger ist allerdings unklar. Sie werden teilweise als opportunistische Erreger betrachtet.

## Systematik
Ursprünglich wurde die Gattung Lachnospira als gekrümmte oder schraubenförmige Stäbchen isoliert, die fadenförmige oder „wollige“ Kolonien bildeten, weshalb diese Gattung den Namen „Lachnospira“ ("Wollhaarspirale") erhielt, um dieses einzigartige Merkmal zu betonen.
Die Familie zählt zu der Ordnung der Eubacteriales der Bacillota (Firmicutes). Es folgt eine Liste einiger Gattungen:
- Acetatifactor Pfeiffer et al. 2013
- Agathobacter Rosero et al. 2016
- Alitiscatomonas Hitch et al. 2022
- Anaerobutyricum Shetty et al. 2018
- Blautia Liu et al. 2008
- Butyribacter Zou et al. 2021
- Butyrivibrio Bryant and Small 1956 (Approved Lists 1980)
- Catonella Moore and Moore 1994
- Candidatus Choladocola Gilroy et al. 2021
- Coprococcus Holdeman and Moore 1974 (Approved Lists 1980)
- Dorea Taras et al. 2002
- Eisenbergiella Amir et al. 2014
- Extibacter Lagkouvardos et al. 2017
- Faecalimonas Sakamoto et al. 2017
- Falcatimonas Watanabe et al. 2016
- Fusimonas Kusada et al. 2017
- Herbinix Koeck et al. 2015
- Howardella Cook et al. 2007
- Johnsonella Moore and Moore 1994
- Kineothrix Haas and Blanchard 2017
- Lachnoanaerobaculum Hedberg et al. 2012
- Lachnobacterium Whitford et al. 2001
- Lachnospira Bryant and Small 1956 (Approved Lists 1980)
- Marvinbryantia Wolin et al. 2008
- Muricomes Lagkouvardos et al. 2016
- Natranaerovirga Sorokin et al. 2012
- Oliverpabstia Wylensek et al. 2021
- Parasporobacterium Lomans et al. 2004
- Robinsoniella Cotta et al. 2009
- Roseburia Stanton and Savage 1983
- Sellimonas Seo et al. 2016
- Sporobacterium Mechichi et al. 1999
- Syntrophococcus Krumholz and Bryant 1986
- Waltera Wylensek et al. 2021

## Genutzte Literatur
- Erko Stackebrandt: The Family Lachnospiraceae. In: The Prokaryotes. Springer Berlin Heidelberg, Berlin, Heidelberg 2014, ISBN 978-3-642-30119-3, S. 197–201, doi:10.1007/978-3-642-30120-9_363 (springer.com [abgerufen am 7. April 2025]).